# Kelvin Kiptum
Kelvin Kiptum Cheruiyot (ur. 2 grudnia 1999 w Chepsamo, zm. 11 lutego 2024 w okolicach Kaptagat) – kenijski lekkoatleta, specjalizujący się w maratonie.
W 2022 roku zwyciężył w maratonie w Walencji. W 2023 roku odniósł dwa zwycięstwa w maratonach wchodzących w skład World Marathon Majors: w Londynie i w Chicago.
Podczas maratonu w Chicago pobił rekord świata w tej konkurencji z czasem 2:00:35, poprawiając poprzedni rekord należący do jego rodaka Eliuda Kipchoge o 34 sekundy.
11 lutego 2024 roku zginął w okolicach wsi Kaptagat, w wypadku drogowym, w którym poniósł śmierć także jego trener Gervais Hakizimana.

## Rekordy życiowe
- Bieg na 10 000 metrów – 28:27,87 (4 maja 2021, Sztokholm)
- Bieg na 10 kilometrów – 28:17 (6 października 2019, Utrecht)
- Półmaraton – 58:42 (6 grudnia 2020, Walencja)
- Maraton – 2:00:35 (8 października 2023, Chicago) – rekord świata[7]